# Marilou Berry
Marilou Berry (ur. 1 lutego 1983 w Paryżu) – francuska aktorka filmowa pochodzenia żydowskiego.

## Życiorys
Marilou Berry jest córką francuskiej aktorki Josiane Balasko oraz rzeźbiarza Philippe'a Berry'ego, a także bratanicą francuskiego aktora Richarda Berry'ego. Niezainteresowana naukami, opuściła szkołę średnią i rozpoczęła studia w paryskim konserwatorium.

## Kariera
Po raz pierwszy na ekranie pojawiła się w 1991 roku w wieku 8 lat w filmie Moje życie to piekło, w komedii wyprodukowanej przez jej matkę, gdzie występował jej wujek, Richard Berry w roli psychiatry Xaviera Langsama.
Berry pojawiła się w różnych filmach, takich jak: Popatrz na mnie, Kiedy będę miała 20 lat, Kobieta z Deauville i wielu innych.

## Wybrana filmografia
- 1991: Moje życie to piekło jako dziewczynka u dentysty
- 2004: Popatrz na mnie jako Lolita Cassard
- 2004: Kiedy będę miała 20 lat jako Hannah Goldman
- 2006: Szczęśliwe dni jako Nadine
- 2007: Kobieta z Deauville jako Fred
- 2008: Vilaine jako Mélanie
- 2013: Joséphine jako Joséphine[2]
- 2017: Nowe przygody Kopciuszka jako Julie[3]
- 2018: Witamy w Trouilly! jako Diane